# Торчиново (Новгородская область)
Торчиново — деревня в Батецком районе Новгородской области России. Входит в состав Мойкинского сельского поселения.

## География
Деревня находится в северо-западной части Новгородской области, в зоне хвойно-широколиственных лесов, на левом берегу реки Луга, на расстоянии примерно 18 км (по прямой) к востоку-юго-востоку (ESE) от посёлка Батецкий, административного центра района. Абсолютная высота — 51 м над уровнем моря.

### Часовой пояс
Деревня Торчиново, как и вся Новгородская область, находится в часовой зоне МСК (московское время). Смещение применяемого времени относительно UTC составляет +3:00.

## Население
| 2010 |
| ---- |
| 0    |